# Copris sinicus
Copris sinicus là một loài bọ cánh cứng trong họ Bọ hung (Scarabaeidae).